# 七种武器
《七種武器》（1972－1974）是古龙的經典系列之一。七种武器，七个中篇，七个主人公，七段迥然不同的故事，快慢缓急、冷热刚柔、悲喜互異，極盡變化之能事。《七種武器》原先只完成五部，为《長生劍》、《孔雀翎》、《碧玉刀》、《多情環》、《霸王槍》，若干年後《離別鉤》追認為第六部。
除了古龍本人或出版商所公認屬於本系列的六部外，尚有一部分古龍的作品屬於相似的世界觀和有關的人物登場，亦有人認為是七種武器的第七部或第零部，如拳頭與七殺手或英雄無淚，下文有解說其七種武器系列的關係，此三部應為本系列的外傳。
七十年代《拳頭》（一名《憤怒的小馬》）在香港武俠春秋重刊時曾列為《七種武器》之六，但背景设定為狼山而非青龍會，稱為《霸王槍》外傳、別傳更為適合。
《七殺手》則在重刊時列為《七種武器》之七，但其實時代較早似為前傳。
《七種武器》的故事均以一个庞大、秘密的江湖组织青龍會为背景。每篇各有一个精神上的主题，强调以人的意志、操守、感情等武力之外的因素战胜强大的对手。但香港武俠世界、武俠春秋上連載之《多情環》、《霸王槍》結尾並無「第幾種武器」云云。
另外，古龍的友人陳曉林（風雲時代出版公司之負責人）修改《七殺手》結局，加入「青龍會」字樣，因此風雲時代本《七種武器》之七為《七殺手》。陳曉林說明此舉乃經古龍生前授意。
而英雄無淚的神器淚痕劍是和離別鉤同出一門，可算是姐妹作，但因為七種武器中已有長生劍作為寶劍的代表，所以也不算是本系列的。另一說是在英雄無淚中另一件無名的奇門神器「一口箱子」才是第七種武器，但因為無以名之而改題為英雄無淚，此事於2015年經丁情證實，第七種武器是「一口箱子」，就是仿007手提箱的那口神秘箱子，因為一口箱子沒法做書名，才取了一個比較好聽的名字叫英雄無淚，至於該書沒提到青龍會，是因為古龍到後期寫作風格已經改變，不會去刻意再和前五種武器做連結。

## 含义
每一种武器都有它的特殊含义,并不是单单的武器而已.
长生剑是笑，无论遇上多大困难都要笑一笑。笑比剑要更管用。
孔雀翎是信心，无论多强大的人失去了信心，也将会不堪一击。
碧玉刀是诚实，只有诚实的人才能被人信任，只有诚实的人好运才会一直伴随着他。
多情环是仇恨，被仇恨所驱使，一步步地把敌人、也把自己逼向了死亡。
霸王枪是勇气，一个人只要有勇气去冒险，天下就绝没有不能解决的事。
离别钩是团聚，用离别钩并不是为了离别，而是为了团聚。
英雄無淚是命中註定，悲劇是無法避免的。
七殺手是毅力，唯有堅持到底才能成功。

## 作品争议
《七种武器》是古龙最著名的作品系列之一，然而由于个人原因，古龙实际上只完成六种武器的创作，现在有一种观念是把《拳头》（又叫做《愤怒的小马》）算到《七种武器》系列中去，但无论从思想上还是作品形式上来说都很牵强，甚至古龙在世时也没有予以承认过。此外，在前面的六种武器的故事当中，始终都有个强大的组织“青龙会”贯穿其中，“青龙会”这个神秘的帮派虽然也曾在《七杀手》和《陆小凤》中出现过，不过在《七杀手》和《陆小凤》中都只是配角的身份，但是在《七种武器》中则不是，在前面六种武器的故事中，主要都是讲英雄们和“青龙会”做斗争的英雄事迹，因此，从这个角度来说，如果说《拳头》是属于《七种武器》收官之作，在《拳头》中应该有着大量关于“青龙会”的描写，甚至还有可能将“青龙会”的秘密给揭露出来，但事实刚刚好相反，《拳头》讲的并不是英雄们和“青龙会”相抗争的故事，所以，从这个意义上来说，《拳头》应该不属于《七种武器》。不过“武器”是死的，正如同古龙写《七种武器》的用意一样，读者如果能够从《拳头》中领悟到新的精神力量，或许便可以弥补自己心中的遗憾了。
"拳頭" 背後的強大力量是 "朋友", 古龍迷不可不知. 
（《拳头》列入《七种武器》有争议，仅此说明并予以保留。）